# Ілона Слюп'янек
Ілона Слюп'янек  (нім. Ilona Schoknecht-Slupianek, 24 вересня 1956) — німецька легкоатлетка, олімпійська чемпіонка.

## Виступи на Олімпіадах
| Олімпіада     | Дисципліна     | Місце |
| ------------- | -------------- | ----- |
| Монреаль 1976 | штовхання ядра | 5     |
| Москва 1980   | штовхання ядра | 1     |